# Seznam ministrů zahraničních věcí Ukrajiny
Seznam ministrů zahraničních věcí Ukrajiny představuje chronologický přehled osob působících v tomto úřadu:
| Jméno               | Foto               | Začátek funkce    | Konec funkce      | Poznámky                                                                                   |
| Anatolij Zlenko     | Анатолій Зленко    | 24. srpna 1991    | 25. srpna 1994    | Do funkce ministra zahraničních věcí SSSR jmenován 6. června 1991.                         |
| Gennadij Udovenko   | Геннадій Удовенко  | 25. srpna 1994    | 17. dubna 1998    | Do 16. září 1994 - pověřen                                                                 |
| Borys Tarasjuk      | Борис Тарасюк      | 17. dubna 1998    | 29. září 2000     |                                                                                            |
| Alexandr Čaly       |                    | 29. září 2000     | 2. října 2000     | úřadující první náměstek ministra (pověřen)                                                |
| Anatolij Zlenko     | Анатолій Зленко    | 2. října 2000     | 2. září 2003      |                                                                                            |
| Kosťantyn Hryščenko | Костянтин Грищенко | 2. září 2003      | 3. února 2005     |                                                                                            |
| Borys Tarasjuk      | Борис Тарасюк      | 4. února 2005     | 1. prosince 2006  |                                                                                            |
| Anton Butejko       |                    | 1. prosince 2006  | 5. prosince 2006  | úřadující první náměstek ministra (pověřen)                                                |
| Borys Tarasjuk      | Борис Тарасюк      | 5. prosince 2006  | 30. ledna 2007    | Dekretem jmenovaný úřadujícím prezidentem (pověřen)                                        |
| Volodymyr Ohryzko   | Володимир Огризко  | 31. ledna 2007    | 21. března 2007   | Jmenován jednáním usnesením vlády (pověřen)                                                |
| Arsenij Jaceňuk     | Арсеній Яценюк     | 21. března 2007   | 18. prosince 2007 | Od 4. prosince do 18. prosince 2007 spojil funkci ministra s funkcí předsedy Nejvyšší rady |
| Volodymyr Ohryzko   | Володимир Огризко  | 18. prosince 2007 | 3. března 2009    |                                                                                            |
| Volodymyr Chandohij | Володимир Хандогій | 3. března 2009    | 9. října 2009     | Působil jako první náměstek ministra (pověřen)                                             |
| Petro Porošenko     | Петро Порошенко    | 9. října 2009     | 11. března 2010   |                                                                                            |
| Kosťantyn Hryščenko | Костянтин Грищенко | 11. března 2010   | 24. prosince 2012 | Od 3. 12. 2012 - pověřen                                                                   |
| Leonid Kožara       | Леонід Кожара      | 24. prosince 2012 | 27. února 2014    |                                                                                            |
| Andrij Deščycja     | Андрія Дещиця      | 27. února 2014    | 19. června 2014   | pověřen                                                                                    |
| Pavlo Klimkin       | Павло Клімкін      | 19. června 2014   | 29. srpna 2019    |                                                                                            |
| Vadym Prystajko     | Пристайко Вадим    | 29. srpna 2019    | 4. března 2020    |                                                                                            |
| Dmytro Kuleba       | Кулеба Дмитро      | 4. března 2020    | 5. září 2024      |                                                                                            |
| Andrij Sybiha       | Сибіга Андрій      | 5. září 2024      | ve funkci         |                                                                                            |